# Берман, Брюс
Брюс Берман (англ. Bruce Berman) — сотрудник и глава компании Village Roadshow Pictures. У компании успешное общее партнерство с кинокомпанией Warner Bros. Pictures, которое создаёт больше-экранные фильмы, все их фильмы распространяются по всему миру компанией Warner Bros. и на выбранных территориях компанией Village Roadshow Pictures.
Под флагом компании Village Roadshow Pictures Брюс Берман является исполнительным продюсером таких фильмов как успешный в кассовых сборах фильм База Лурмана «Великий Гэтсби» с Леонардо Ди Каприо, Кэри Маллиган и Тоби Магуайром; приключенческий боевик Гая Ричи «Шерлок Холмс» с Робертом Дауни-мл. и Джудом Лоу в главных ролях и его продолжение «Шерлок Холмс: Игра теней»; «Секс в большом городе 2» с Сарой Джессикой Паркер, Ким Кэттролл, Синтией Никсон и Кристин Дэвис; «Тринадцать друзей Оушена» с Брэдом Питтом и Джорджем Клуни; хорошо принятая драма «Гран Торино» снятая Клинтом Иствудом, который также снялся в главной роли; блокбастер «Я — легенда» с Уиллом Смитом; и обладающий премией «Оскар» анимационный приключенческий фильм Джорджа Миллера «Делай ноги».
Новыми фильмами с участием Брюса Бермана будут наступающий фильм Джорджа Миллера «Безумный Макс: Дорога ярости»; мультфильм «LEGO»; научно-фантастический триллер «Всё что тебе надо это — убить» с Томом Крузом; и научно-фантастический приключенческий фильм братьев Вачовски «Восход Юпитера».
Бермана назначили продюсером компании Village Roadshow Pictures в феврале 1998 года. Ранее, он провёл 14 лет в компании Warner Bros., к которой присоединился в 1984 в качестве продюсерского вице-президента и позже был повышен в звании Сеньора Вице-президента производства. В сентябре 1989 года его назначили Президентом Театрального производства, а через 2 года Всемирным президентом театрального производства. В течение его владения компании Warner Bros. он был продюсер многих фильмов, включая «Смерч», «Время убивать», «Бэтмен навсегда», «Беглец», «Клиент», «Эпидемия», «Разоблачение», «Дэйв», «Телохранитель», «В осаде», «Малкольм Икс», «Робин Гуд: Принц воров», «Славные парни», «Презумпция невиновности», и победитель премии «Оскар» за лучший фильм «Шофёр мисс Дэйзи». В мае 1996 года Берман возглавил компанию Plan B Entertainment, и независимую производственную компанию, которая расположена в Warner Bros.
Берман с отличием закончил Калифорнийский университет в 1975 со степенью по истории США. Он также поступил в школу киноискусств и Беннингтонский колледж. Берман начал свою карьеру в кино-бизнесе, работая с Джеком Валенти на MPAA, пока он поступал в Джорджтаунскую Школу законов в Вашингтоне, округ Колумбия. После получения диплома юриста, он получил работу на Casablanca FilmWorks в 1978 году. Переезжая на Universal, он дошёл до пути вице-президента производства в 1982 году.

## Фильмография
Исполнительный продюсер:
- Практическая магия / Practical Magic (1998)
- Анализируй это / Analyze This (1999)
- Матрица / The Matrix (1999)
- Глубокое синее море / Deep Blue Sea (1999)
- Три короля / Three Kings (1999)
- Танго втроём / Three to Tango (1999)
- Сплетня / Gossip (2000)
- Мисс Конгениальность / Miss Congeniality (2000)
- Красная планета / Red Planet (2000)
- День святого Валентина / Valentine (2001)
- Стерва / Saving Silverman (2001)
- Агент по кличке Спот / See Spot Run (2001)
- Сквозные ранения / Exit Wounds (2001)
- Пароль «Рыба-меч» / Swordfish (2001)
- Кошки против собак / Cats & Dogs (2001)
- Тренировочный день / Training Day (2001)
- Сердца в Атлантиде / Hearts in Atlantis (2001)
- Не говори ни слова / Don’t Say a Word (2001)
- Мажестик / The Majestic (2001)
- Одиннадцать друзей Оушена / Ocean’s Eleven (2001)
- Королева проклятых / Quenn of the Damned (2002)
- Приключения Плуто Нэша / The Adventures of Pluto Nash (2002)
- Корабль-призрак / Ghost Ship (2002)
- Анализируй то / Analyze That (2002)
- Шоу начинается / Showtime (2002)
- Атака пауков / Eight Legged Freaks (2002)
- Любовь с уведомлением / Two Weeks Notice (2002)